# Masakazu Koda
Masakazu Koda (幸田 将和 Koda Masakazu?), född 12 september 1969 i Ehime prefektur, är en japansk före detta fotbollsspelare.
Koda började sin karriär 1988 i Mazda (Sanfrecce Hiroshima). 1995 flyttade han till Vissel Kobe. Efter Vissel Kobe spelade han för Yokohama FC och Ehime FC. Han avslutade karriären 2003.